# Palo Blanco (Texas)
Palo Blanco es un lugar designado por el censo ubicado en el condado de Starr en el estado estadounidense de Texas. En el Censo de 2010 tenía una población de 204 habitantes y una densidad poblacional de 1.291,23 personas por km².

## Geografía
Palo Blanco se encuentra ubicado en las coordenadas 26°23′15″N 98°54′9″O / 26.38750, -98.90250. Según la Oficina del Censo de los Estados Unidos, Palo Blanco tiene una superficie total de 0.16 km², de la cual 0.16 km² corresponden a tierra firme y (0%) 0 km² es agua.

## Demografía
Según el censo de 2010, había 204 personas residiendo en Palo Blanco. La densidad de población era de 1.291,23 hab./km². De los 204 habitantes, Palo Blanco estaba compuesto por el 99.51% blancos, el 0% eran afroamericanos, el 0% eran amerindios, el 0% eran asiáticos, el 0% eran isleños del Pacífico, el 0% eran de otras razas y el 0.49% pertenecían a dos o más razas. Del total de la población el 97.55% eran hispanos o latinos de cualquier raza.